# 铁石口站
铁石口站位于江西省赣州市信丰县铁石口镇，是京九铁路的一座火车站，等级为四等站，距北京西站1955公里，距常平站360公里，本站及相邻上下行区间均为电气化区段。车站建于1996年，现只办理货运，不办理客运业务。